# Лемонвейр (Вісконсин)
Лемонвейр (англ. Lemonweir) — місто (англ. town) в США, в окрузі Джуно штату Вісконсин. Населення — 1658 осіб (2020).

## Демографія
Згідно з переписом 2010 року, у місті мешкали 1743 особи в 714 домогосподарствах у складі 505 родин. Було 853 помешкання
Расовий склад населення:
| - 95,8 % — білих - 2,4 % — корінних американців - 0,3 % — азіатів - 0,2 % — чорних або афроамериканців |

До двох чи більше рас належало 1,1 %. Частка іспаномовних становила 1,5 % від усіх жителів.
За віковим діапазоном населення розподілялося таким чином: 21,1 % — особи молодші 18 років, 63,2 % — особи у віці 18—64 років, 15,7 % — особи у віці 65 років та старші. Медіана віку мешканця становила 45,6 року. На 100 осіб жіночої статі у місті припадало 98,5 чоловіків;  на 100 жінок у віці від 18 років та старших — 99,6 чоловіків також старших 18 років.
Середній дохід на одне домашнє господарство  становив 59 265 доларів США (медіана — 52 014), а середній дохід на одну сім'ю — 68 336 доларів (медіана — 65 536). Медіана доходів становила 42 326 доларів для чоловіків та 36 157 доларів для жінок. За межею бідності перебувало 7,8 % осіб, у тому числі 13,0 % дітей у віці до 18 років та 1,8 % осіб у віці 65 років та старших.
Цивільне працевлаштоване населення становило 822 особи. Основні галузі зайнятості: роздрібна торгівля — 19,7 %, освіта, охорона здоров'я та соціальна допомога — 18,0 %, виробництво — 17,9 %.